# Andy Flickinger
Andy Flickinger (født 4. november 1978) er en tidligere professionel fransk cykelrytter, som har cyklet for det professionelle cykelhold Bouygues Télécom.